# Häggsjön (Häggdångers socken, Ångermanland)
Häggsjön är en sjö i Härnösands kommun i Ångermanland och ingår i Gådeån-Indalsälvens kustområde. Sjön är 26 meter djup, har en yta på 1,2 kvadratkilometer och är belägen 99,4 meter över havet. Sjön avvattnas av vattendraget Byån. Vid provfiske har abborre, gers, mört och nors fångats i sjön.

## Delavrinningsområde
Häggsjön ingår i det delavrinningsområde (694274-159821) som SMHI kallar för Utloppet av Häggsjön. Medelhöjden är 118 meter över havet och ytan är 6,53 kvadratkilometer. Det finns inga avrinningsområden uppströms utan avrinningsområdet är högsta punkten. Avrinningsområdets utflöde Byån mynnar i havet. Avrinningsområdet består mestadels av skog (70 procent). Avrinningsområdet har 1,16 kvadratkilometer vattenytor vilket ger det en sjöprocent på 17,7 procent.